# Radogost (mitologia)

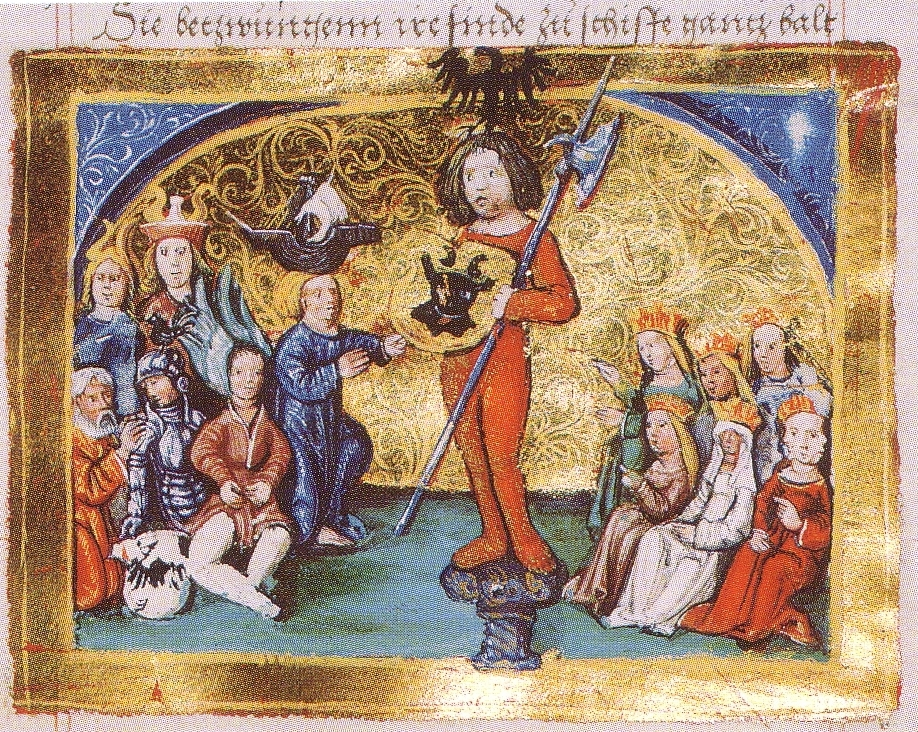
Wyobrażenie Radogosta z początku XVI wieku w Kronice Sasów i Turyngów Georga Spalatina

Radogost – według średniowiecznych kronikarzy bóg północnych Słowian połabskich, którego świątynia znajdowała się w Radogoszczy. We współczesnej literaturze naukowej dominuje pogląd, że Radogost jest lokalnym przydomkiem lub lokalnym, alternatywnym imieniem słonecznego boga Swarożyca, który, według wcześniejszych źródeł, był bogiem naczelnym Radogoszczy. Część badaczy uważa również, że nazwa grodu, w którym Swarożyc był głównym bóstwem, została omyłkowo wzięta za teonim.

## Źródła

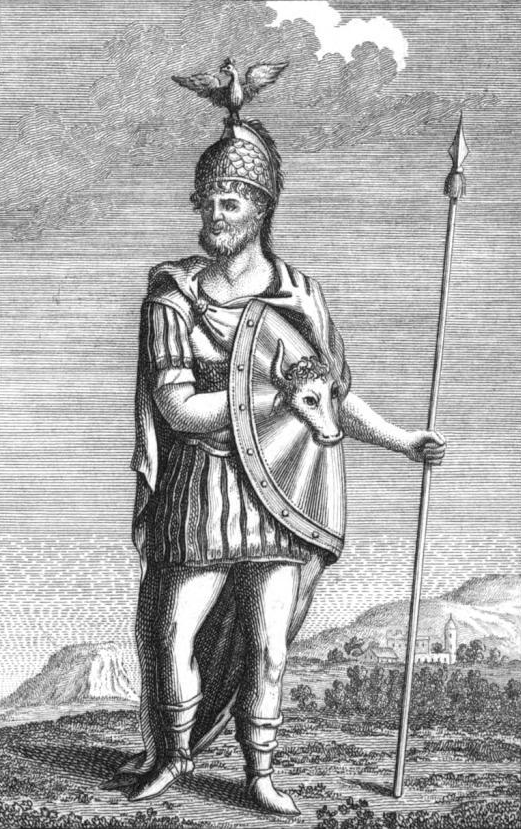
Wyobrażenie Radogosta według Andrieja Siergiejewicza Kajsarowa

Pierwszym źródłem wzmiankującym ten teonim jest Gesta Hammaburgensis ecclesiae pontificum autorstwa Adama z Bremy:

Stary biskup Jan wzięty z innymi chrześcijanami w Meklemburgu został zachowany na odprawienie triumfu. Zbity kijami za wyznawanie Chrystusa, wodzony był następnie po różnych grodach słowiańskich na pośmiewisko; gdy nie dał się odwieść od imienia Chrystusa, po obcięciu rąk i nóg ciało jego porzucono na ulicy, a głowę odcięto, którą poganie wbiwszy na pal ofiarowali za zwycięstwo bogu swojemu Radogostowi. Stało się to w stolicy Słowian, Retrze.

[...]

Świątynia tam [w Retrze] wielka została zbudowana dla bożków; z tych najpierwszy jest Radogost. Podobizna jego ze złota, łoże z purpury przygotowane.

– Adam z Bremy, Gesta Hammaburgensis ecclesiae pontificum

Za Adamem o Radogoście wspomina także Helmold w Kronice Słowian, który pisze o składaniu mu corocznych ofiar i korzystania z wyroczni związanej z jego świątynią, nazywa go też „bogiem Obodrytów”. Wymieniają go także Annales Augustani mówiące o zniszczeniu Retry w 1068 r. przez biskupa Halberstadtu Burcharda II, który zabrał tamtejszego „konia czczonego jak boga” na którym wrócił do Saksonii. Ostatnim źródłem wzmiankującym Radogosta jest Pasja świętych męczenników spoczywających w Ebstorfie.

## Etymologia i interpretacje
W łacińskich źródłach imię to zapisywane jest jako Redigost, Redigast, Riedegost, Radegast, natomiast w literaturze naukowej dominuje zapis Radogost lub Radgost.
W pierwszej części imienia znajduje się staropołabski kontynuant prasłowiańskiego przymiotnika ‎*radъ ‘zadowolony’ (por. polskie rad) o niepewnej dalszej etymologii, a w drugiej kontynuant prasł. rzeczownika ‎*gostь ‘gość’ (por. polskie gość), z praindoeuropejskiego ‎*gʰostis ‘przybysz, obcy’ (por. gockie gasts ‘gość’, łacińskie hostis ‘obcy’). Nazwa ta ostatecznie wywodzi się z prasł. imienia ‎*Radogostъ, por. serbo-chorwackie Radogost, staropolskie Radogost, Radgost, Radogosta, Radosta, starosłoweńskie Radegost, prawdopodobnie poświadczone już w VI wieku w greckim źródle wspominającym wodza słowiańskiego plemienia o imieniu Ardagast (stgr. Αρδάγαστος; forma przed prawdopodobną przestawką). Imię to, rozszerzone o przyrostek dzierżawczy ‎*-jь (‎*Radogostjь), tworzyło wiele toponimów na terenie całej słowiańszczyzny, por. polskie miejscowości Radogoszcz, czeska góra Radhošť, serbochorwacki toponim Radogošta, rosyjski Radogoszcz i rosyjskie hydronimy Radohoszcza i Radogoszcz i inne, a także gród Radogoszcz będący centrum politycznym połabskiego plemienia Redarów.
Thietmar w swojej Kronice (spisanej ok. 1018 r.) podaje, że bogiem, który był najbardziej czczony w połabskiej Radogoszczy, był Swarożyc (interpretowany jako bóg słoneczny). Ten sam gród, wymieniany jednak już pod nazwą Retra (łac. Rethre), opisywany jest też ok. 50 lat później przez Adama z Bremy, który za boga naczelnego tego grodu uznaje Redigasta. W związku z tym powszechnie uważa się, że Radogost to inne imię połabskiego Swarożyca albo że Radogost to lokalny przydomek Swarożyca. W literaturze często wymieniany jest jako Rad(o)gost-Swarożyc, lub Swarożyc/Radogost.
Niektórzy uczeni uważają jednak, że nazwa miasta została błędnie przyjęta jako nazwa głównego bóstwa miasta. Nikołaj Zubow zwraca przede wszystkim uwagę na to, że źródła pierwotne nigdzie nie zrównują Swarożyca i Radogosta. Co więcej, rdzeń -rad występuje w prawie 150 antroponimach, co czyni go jednym z najpopularniejszych elementów imion; bardzo popularnym składnikiem jest też rdzeń -gost, co naturalnie skutkuje istnieniem takich imion jak Radogost czy Gostirad. Wskazuje on również, że Słowianie pierwotnie nie nadawali dzieciom imion boskich (jak to bywało w starożytnej Grecji), a więc uznanie Radogosta za teonim wymagałoby przyjęcia założenia o wyjątkowej sytuacji. Aleksander Brückner twierdził również, że Adam z Bremy popełniał wiele błędów.

### Inne propozycje
Imię Radogost próbowano także łączyć z imieniem gockiego wodza Radagajsa (łac. Radagaisus), lecz Radagajs ma własną, gocką etymologię. XVIII-wieczni autorzy, Karl Gottlob Anton i Anton Tomaž Linhart, uważali Radogosta za „boga radości lub hojnego, szczęśliwego cudzoziemca”, ale pogląd, że Radogost jest samodzielnym bóstwem, uważa się za mało prawdopodobny. Mało prawdopodobne jest także, by Radogost był pseudobóstwem. Niektórzy badacze sugerowali również, że gród został nazwany na cześć bóstwa, a nie odwrotnie. Według Gerarda Labudy łacińskie Riedegost odnosi się do obszaru otoczonego lasem. Proponuje on odczytać drugi człon jako gozd ‘las’, a całą nazwę jako ‘Las Redarów’ lub też pierwszy człon jako redny ‘błotnisty, podmokły’, a całą nazwę jako ‘błotnisty, podmokły las’.

## W fałszerstwach
W drugiej połowie XIX wieku popularne stały się tzw. idole prillwickie, które miały przedstawiać bóstwa słowiańskie. Obecnie znalezisko to uważane jest za XVIII-wieczne fałszerstwo. Jeden z posągów przedstawia Radegasta, a na samym posągu imię boga wypisane jest za pomocą run.
Radogost występuje również w glosach sfałszowanych przez Václava Hankę w XIX wieku w czesko-łacińskim słowniku Mater Verborum.

## Legenda z Radhošť

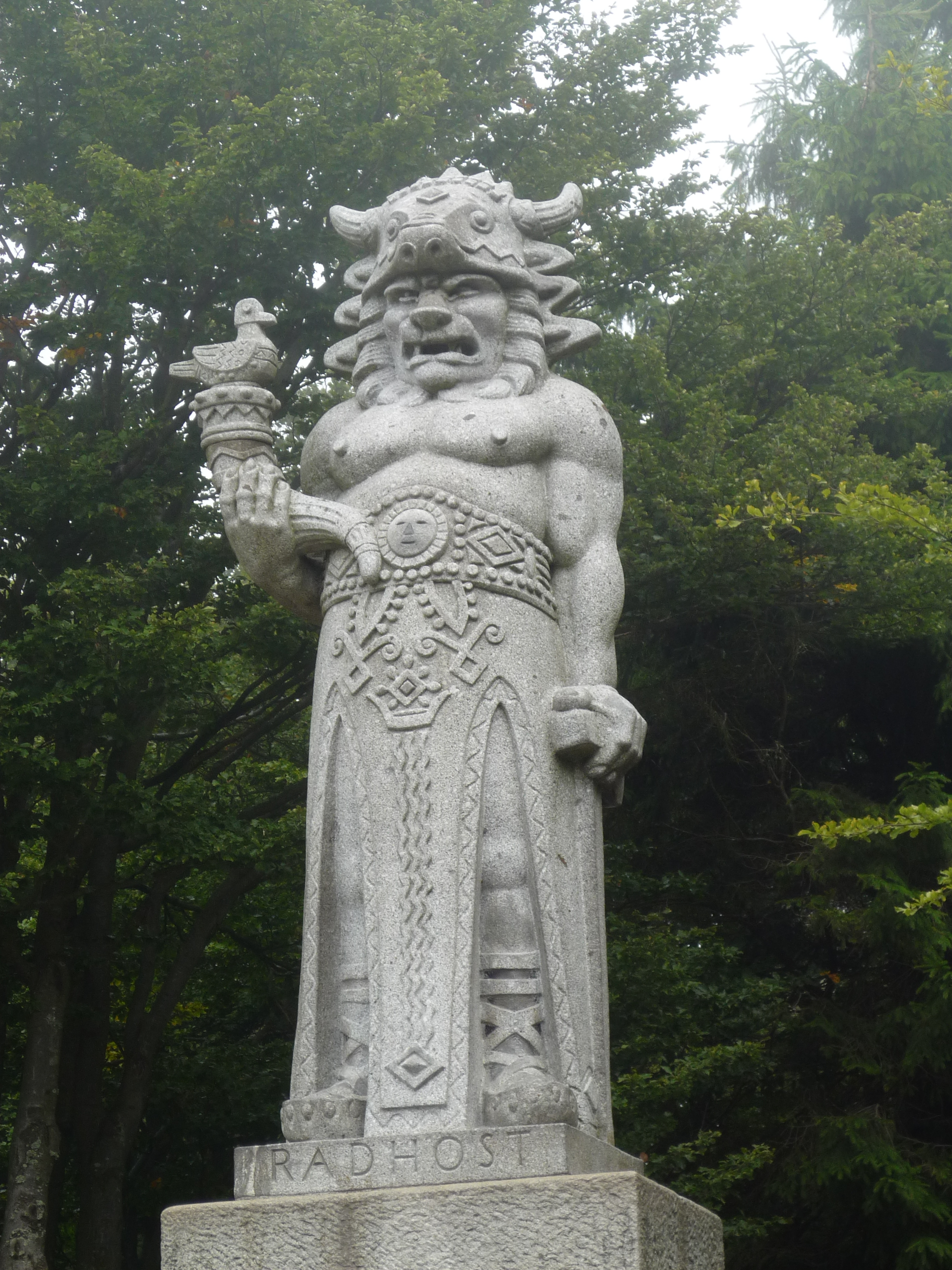
Posąg Radogosta na górze Radhošť autorstwa Albína Poláška

W Czechach istnieje lokalna legenda związana ze świętymi Cyrylem i Metodym, wedle której Radogost był czczony na górze Radhošť. Według tej legendy Cyryl i Metody postanowili udać się na górę z misją chrystianizacyjną. Wyruszyli do Radhošť z Velehradu przez Zašovą, gdzie chrzcili ludzi. Gdy zbliżali się do góry, z daleka usłyszeli dźwięki instrumentów muzycznych i śpiew. Gdy dotarli na górę, ujrzeli pogańskie obrzędy, którym przewodził książę Radoch. Gdy książę dowiedział się o przybyszach, którzy postponowali bogów pogańskich, zaczął ganić Cyryla i chciał użyć wobec niego siły. W tym momencie wokół krzyża trzymanego przez Cyryla pojawił się blask – Cyryl zaczął mówić o „jedynym prawdziwym bogu” i bogach pogańskich jako „wymyśle piekielnym”. Następnie rozległ się hałas i grzmot i wszystkie posągi bogów rozpadły się na tysiąc kawałków. Później w miejscu, gdzie stała wspaniała świątynia i bałwan Radogosta, święci postawili krzyż.
Legenda ta często pojawia się w publikacjach dotyczących góry i, mimo że opowieść ta została wielokrotnie obalona, pojawiała się u niektórych autorów i w folklorze. Legenda ta po raz pierwszy pojawia się w 1710 r. w Sacra Moraviae historia sive Vita S. Cyrilli et Methodii autorstwa proboszcza Jana Jiříego Středovskiego. W rozdziale poświęconym nazwie góry i jej pochodzeniu powołuje się na zeznanie pewnego kapłana, według którego wśród ludzi krąży legenda o bogu o tej samej nazwie, który stał na szczycie góry i został obalony przez misjonarzy. Na tej podstawie Středovský stworzył barwną historię o tłumie czcicieli i pogańskich obrzędach na górze. Brak też jakichkolwiek przesłanek archeologicznych czy historiograficznych potwierdzających, by tereny góry mocno porośnięte lasem były dawniej zasiedlone.

## W kulturze
- Radagast Bury – czarodziej w uniwersum J.R.R. Tolkiena[51]
- Radegast – czeska marka piwa[52]
- Radegast – posąg Radogosta na górze Radhošť